# Sisinnio, Martirio e Alessandro
Sisinnio, Martirio e Alessandro († 29 maggio 397) furono tre chierici cristiani originari della Cappadocia, inviati dal vescovo di Milano Ambrogio a evangelizzare la regione dell'Anaunia (Val di Non). Furono brutalmente uccisi dai pagani locali e sono per questo venerati come santi e martiri dalla Chiesa cattolica.

## La vicenda storica

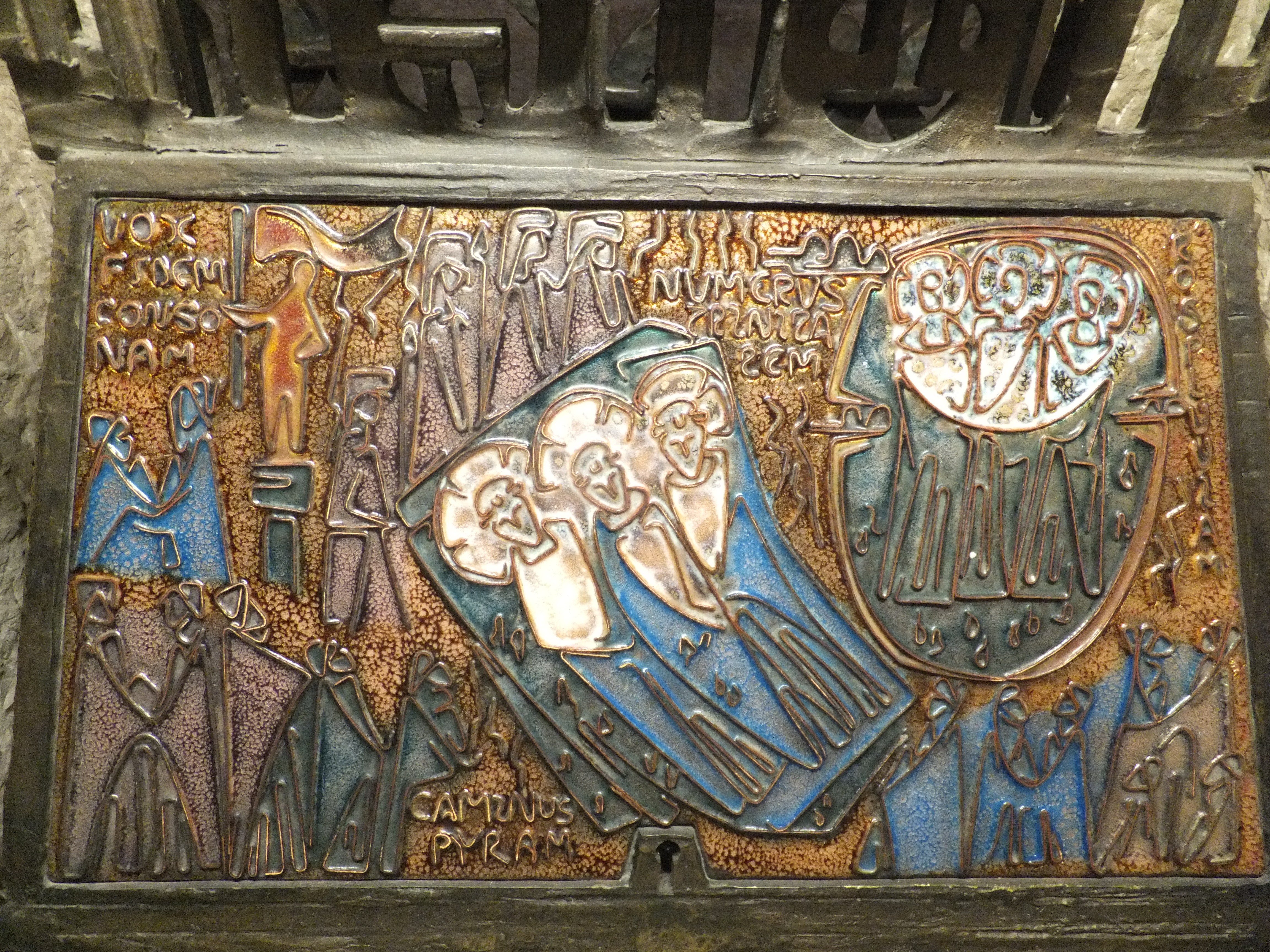
I tre martiri raffigurati sul coperchio dello scrigno che ne conserva parte delle reliquie, nel duomo di Trento

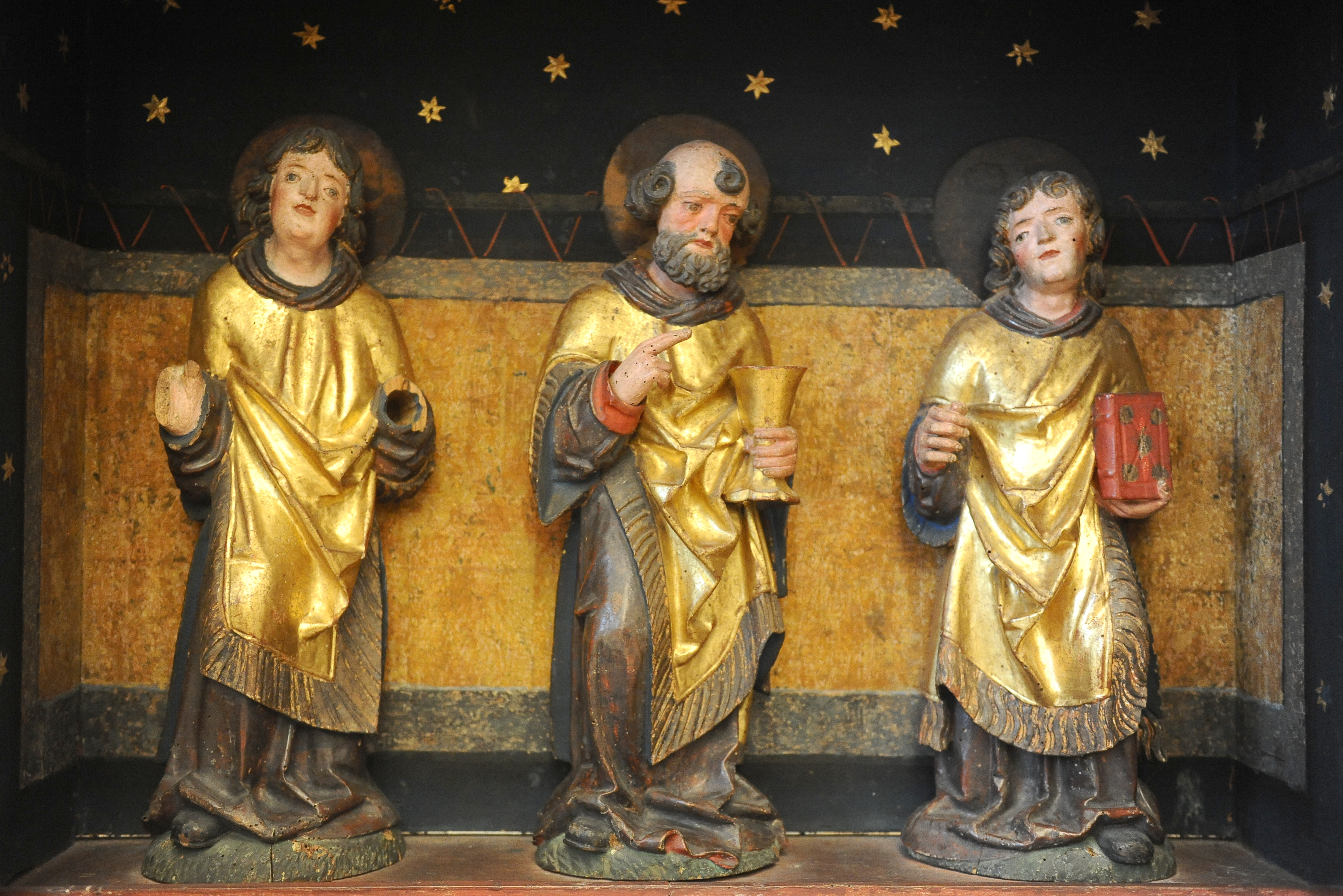
Sisinnio, Martirio e Alessandro, dettaglio di un altare a portelle di Jörg Lederer

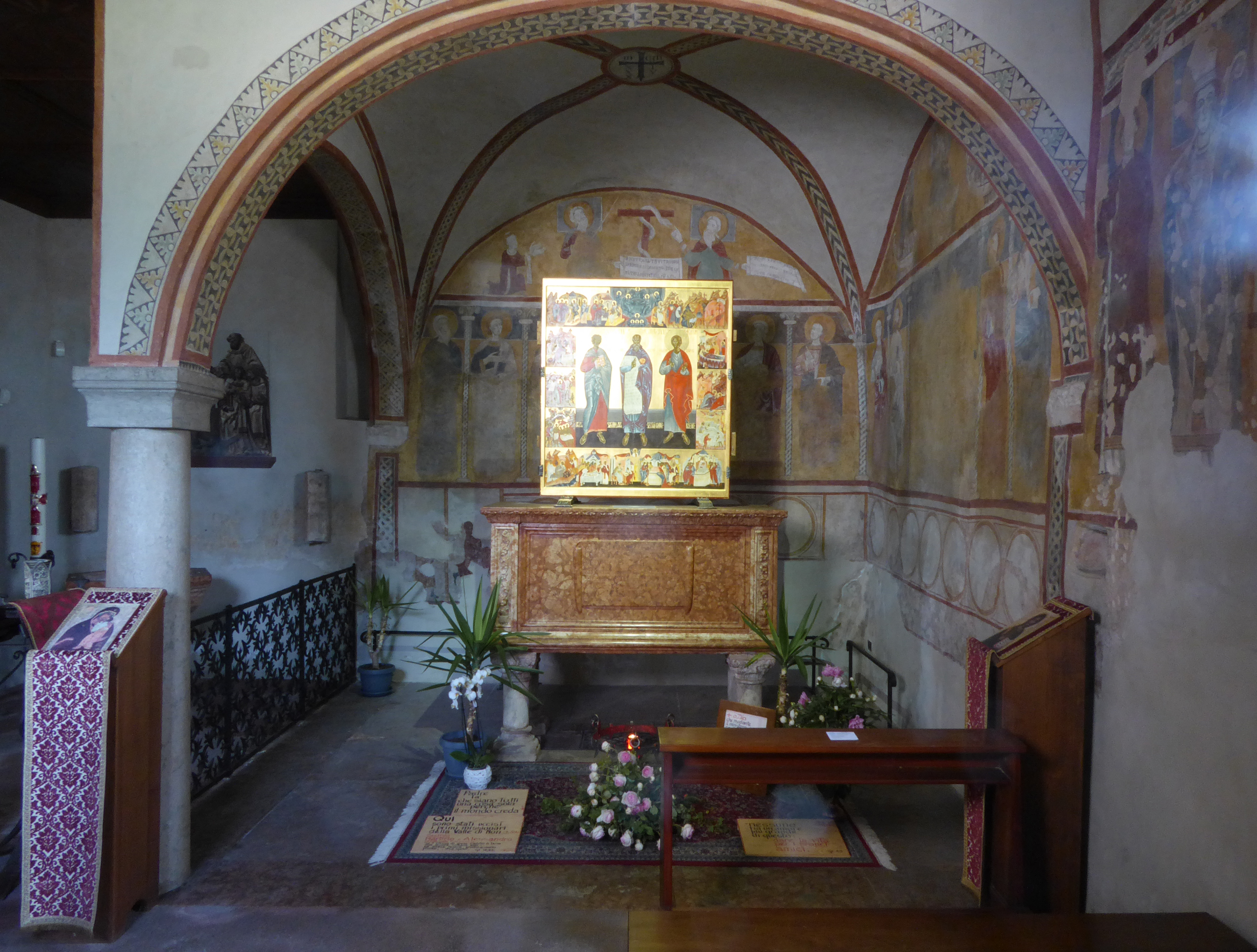
La cappella col sarcofago delle reliquie dei tre martiri nella basilica a loro dedicata a Sanzeno

Sisinnio era un diacono, Martirio un lettore e Alessandro un ostiario: su richiesta del vescovo di Trento, Vigilio, Ambrogio li inviò nella diocesi tridentina, ancora per larga parte pagana, come missionari. Il 29 maggio 397 furono trucidati in un rito, detto degli Ambarvali, durante una festa pagana di carattere agreste nella località di Mecla, oggi Sanzeno. Nella suddetta località venne costruita in seguito una basilica in loro ricordo (attualmente gestita da una comunità francescana insieme al vicino santuario di San Romedio). I loro corpi vennero riportati a Trento e seppelliti in una basilica appositamente costruita.
L'Anaunia era all'epoca una valle di grande vitalità economica e culturale, sede di un importante e frequentato tempio dedicato a Saturno (probabilmente presso l'attuale città di Cles), attorno al quale si erano sviluppate numerose strutture produttive: fu probabilmente proprio a causa dei minacciati interessi economici più che per attaccamento alla religione tradizionale che i tre chierici vennero aggrediti e uccisi dai pagani.
Vigilio di Trento si fece propagatore del loro culto e le loro reliquie vennero inviate al nuovo vescovo di Milano, Simpliciano, che le depose nella basilica Virginum, oggi basilica di San Simpliciano. Altre reliquie furono inviate a Giovanni Crisostomo, patriarca di Costantinopoli.
Memoria liturgica il 29 maggio.